# Xã Trimble, Quận Athens, Ohio
Xã Trimble (tiếng Anh: Trimble Township) là một xã thuộc quận Athens, tiểu bang Ohio, Hoa Kỳ. Năm 2010, dân số của xã này là 4.480 người.